# Rhodostrophia telaria
Rhodostrophia telaria là một loài bướm đêm trong họ Geometridae.